# Butler University
Butler University är ett privat universitet i Indianapolis i Indiana. Lärosätet grundades 1855 som North Western Christian University. Universitetet är uppkallat efter sin grundare Ovid Butler.